# Mycena fuscoaurantiaca
Mycena fuscoaurantiaca é uma espécie de cogumelo da família Mycenaceae. É encontrado no Japão.